# Nepalese roepie
De roepie (Nepalees:रूपैयाँ) is de munteenheid van Nepal. Eén roepie is honderd paisa.
De volgende munten worden gebruikt: 5, 10, 25 en 50 paisa en 1, 2 en 5 roepie. Het papiergeld is beschikbaar in 1, 2, 5, 10, 20, 50, 100, 500 en 1000 roepie.